# 國文天地
《國文天地》為國語文月刊，1985年6月創刊於台北市，以發揚中華文化、普及文史知識、輔助國文教學為創刊宗旨，由正中書局創刊、國文天地雜誌社發行，詩人梅新擔任社長、文學教授龔鵬程擔任總編輯。1988年改組，由王熙元（1932-1996）、陳滿銘（1935-2020）、許錟輝、林慶彰、傅武光等教授接手經營，林慶彰出任首任發行人兼社長、傅武光擔任總編輯。為了《國文天地》永續經營的考量，林慶彰認為發行中國大陸學術出版品最有幫助，於1990年從大陸購得約十八萬本學術書刊，並成立萬卷樓圖書公司。目前由陳滿銘擔任社長兼總編輯。
《國文天地》內容涵括了古典文學、現代文學、台灣文學、民間文學、青少年文學等等。

## 外部連結
- 國文天地雜誌社（页面存档备份，存于）
- 萬卷樓圖書公司（facebook）
- 《國文天地》（页面存档备份，存于）（台灣大百科全書）